# Xã Newkirk, Michigan
Xã Newkirk (tiếng Anh: Newkirk Township) là một xã thuộc quận Lake, tiểu bang Michigan, Hoa Kỳ. Năm 2010, dân số của xã này là 632 người.